# Prospect Park (stacja metra)
Prospect Park – stacja metra nowojorskiego, na linii B, Q i S. Znajduje się w dzielnicy Brooklyn, w Nowym Jorku, i zlokalizowana jest pomiędzy stacjami Seventh Avenue, Botanic Garden i Parkside Avenue. Została otwarta 2 lipca 1878.